# مسجد عمر بن الخطاب (المدينة المنورة)
مسجد عمر بن الخطاب، يعتبر من المساجد الأثرية في المدينة المنورة.

## موقعه
يقع المسجد في الجهة الجنوبية الغربية من المسجد النبوي، ويبعد عن مبنى التوسعة 455 متراً، كما يبعد عن مسجد الغمامة قرابة 133متراً.
يوجد هذا المسجد عند تقاطع شارع قباء مع شارع العنبرية، وعلى يسار المتجه من المدينة المنورة إلى قباء، ويطل مسجد عمر  من الناحية الغربية على طريق قباء، بينما يطل من الناحية الشمالية على ميدان مسجد الغمامة، وكان موضع المسجد قبل اتساع الناحية العمرانية في المدينة المنورة، يشرف على الحافة الشرقية لوادي بطحان، في جنوبي مسجد الغمامة بانحراف قليل نحو الجنوب الغربي.

## سبب تسميته
وقد عرف بمسجد سيدنا عمر بن الخطاب لأنه صلى صلاة العيد في موضعه أثناء خلافته تأسيًا بالنبي محمد وكان النبي لا يخرج يوم عيد الفطر إلى صلاة العيد حتى يأكل تمرات، فعن انس بن مالك قال: كان رسول الله لا يغدو يوم الفطر حتى يأكل تمرات واكلهن وترا.

## مناسبة بناء المسجد
```
لقد وردت المناسبة التاريخية لبناء هذا المسجد، وردت فيما ذكره الشيخ عبد الحميد العباسي في كتابه «عمدة الأخبار»، نقلاً عن السيد 
السمهودي
 ـ رحمهما الله ـ قال: قد أحدث في قبلي مسجد المصلى «أي مسجد الغمامة». مما يلي الغرب مسجدان، أحدثهما شمس الدين محمد بن أحمد السلاوي، وذلك بعد 850 هجرية، الأول منها على شفير وادي بطحان على عدوته الشرقية، والمسجد الثاني بعده من جهة القبلة على رابية مرتفعة من الوادي أيضاً غربية في مقابلة المطرية. وكان موضعه في تلك الرابية مكاناً يطبخ فيه الآجر، ويضيف السيد السمهودي: وإنما نبهت على ذلك لئلا يتقادم بهما العهد، فيظن أن أحدهما مسجد بني زريق. ويذكر الشيخ عبد الحميد العباسي: المسجد الأول منهما يعرف عند العامة بمسجد بلال ـ 
 ـ، والثاني في قبلة الأول، وهو المسمى عند العامة بمسجد عمر ـ 

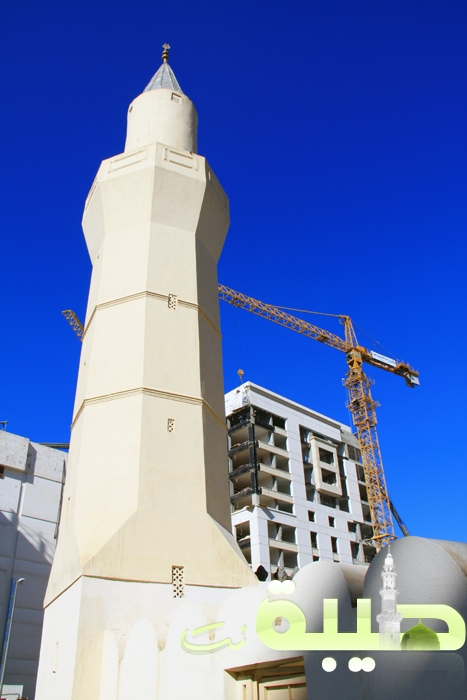

.
[
2
]
```

## تاريخ البناء
يشير بوركهارت عام 1815م إلى أن مسجد عمر ملحق به مدرسة تستعمل في تلك الفترة كمخزن، أما بيرتون ذكر حين زيارته للمدينة المنورة عام 1852م بأن المسجد يوجد بالقرب من باب قباء، وقد اتفق معه السمهودي في ذكر المكان نفسه، أما علي بن موسى ذكر في مخطوطته المؤرخة عام 1303هـ/1885م بأن مسجد عمر يقع داخل سور المناخة عند مجرى أبي جيدة وله منارة، وقد ذكر جعفر الحسيني الذي نسخ مخطوطة أحمد العباسي بعد اثنين وثلاثين من تاريخ 1266هـ/1849م أن المسجد كان موجوداً في المدينة خلال الإنشاء، وليس في عام 1254هـ/1838م في عهد محمود الثاني.
ومن رواية السيد السمهودي وقد عاش في أول القرن العاشر الهجري، ورواية الشيخ عبد الحميد العباسي وقد عاش بعد هذه الفترة، يتضح أن مسجد الخليفة الثاني عمر بن الخطاب ـ  ـ بني بعد سنة 850 من الهجرة، أي منذ ما يزيد على خمسة قرون ويحتمل أن يكون الخليفة الثاني ـ  ـ صلى بموضعه أحد الأعياد، وكان طبيعياً أن تجرى له عدة عمارات، عبر هذه المدة الزمنية الطويلة، وأبرزها عمارته الحالية. ويطالع رواد المسجد لافتة مكتوبا فيها، عمر في سنة 1254 هجرية، ويصادف هذا التاريخ حكم السلطان محمود العثماني، ومسجد عمر بن الخطاب ـ  ـ باقٍ على هذه العمارة، والبناء على نسق مسجد أبي بكر الصديق ـ رضي الله عنه.

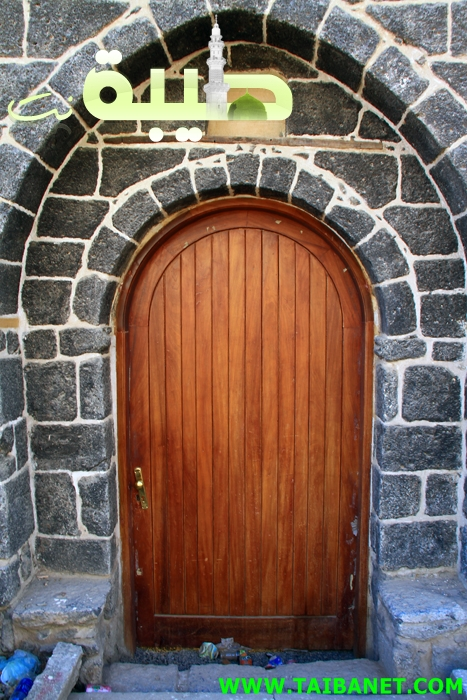

## بناء المسجد
- عمارته الحالية ويتكون مسجد الخليفة الثاني لرسول الله ـ ﷺ ـ، من رواقين، أولهما مما يلي مدخل المسجد مباشرة، وهو ردهة مكشوفة طولها نحو عشرة أمتار، وعرضها بعرض المسجد وتوجد منارة المسجد بالركن الشمالي الغربي من هذه الردهة.[2]
- والقسم الثاني من المسجد، يتكون من بيت الصلاة مربع الشكل طول ضلعه 8م[2]، بُني من الأحجار البازلتية، وطُلي من الداخل بالبياض، ودُهن بالكلس.
- وسقف بيت الصلاة يتكون من قبة كبيرة، مقامة على أكتاف أربعة، فوق كل كتف زاويتان تحملان عنق القبة، وبأعلى القبة زخرف ملون تتوسطه آيات من القرآن الكريم، وارتفاع القبة نحو 12 متراً[2] حيث زُينت بالزخارف النباتية.
- يتوسط المحراب الجدار الجنوبي للمسجد، وعن يمينه ويساره نافذتان مستطيلتان، ويقابلهما في الجهة الشمالية نافذتان في وسطهما مدخل المسجد ولا يوجد منبر للمسجد.[2]
- في الجهة الشمالية من المسجد صحن مستطيل مكشوف يبلغ مقاسه 3×12م.
- تقع المئذنة في الركن الشمالي الغربي منه، ويبلغ ارتفاعها مايقارب 15م، وجزؤها السفلي مربع بارتفاع السور، وينتهي بشرفة، بعدها الجزء الثالث وهو أسطواني الشكل ينتهي من الأعلى بهيكل معدني مخروطي الشكل يتوجهُ هلال.[5]
- يتشابه سور المسجد من الجهة الغربية مع سور مسجد الفضيخ، وقد عولجت فتحات المسجد الخارجية على غرار فتحات قبة مسجد أبي بكر حيث أن تشكيل السطح الخارجي للقبة مماثل لقبة مسجد أبي بكر.[6]
- تم ترميمه في سنة 1411هـ كماهو مسجل في اللوحة المثبتة على يسار المدخل مكتوب عليها:«بسم الله الرحمن الرحيم، مسجد سيدنا عمر بن الخطاب رضي الله عنه، تم ترميمه وتجديده في عهد خادم الحرمين الشريفين الملك فهد بن عبدالعزيز آل سعود في سنة 1411هـ».[7]

## انظر ايضاً
- المدينة المنورة
- قائمة مساجد المدينة المنورة التاريخية
- مسجد أبي بكر الصديق
- مسجد بني عبد الأشهل
- مسجد قباء
- مسجد القبلتين
- مسجد الإجابة
- مسجد الراية

## وصلات خارجية
- تعرف أكثر على مسجد عمر بن الخطاب في المدينة المنورة
- مسجد عمر بن الخطاب في المدينة المنورة.